# Estación de Castellón de la Plana
Estación de Castellón de la Plana (IATA: CPJ) föld alatti vasútállomás Spanyolországban, Castellón de la Plana településen. Az állomás egyaránt kiszolgál távolság, középtávú és regionális forgalmat is.

## Vasútvonalak
Az állomást az alábbi vasútvonalak érintik:
- Línea 50
- Tarragona-Valencia-vasútvonal

## Kapcsolódó állomások
A vasútállomáshoz az alábbi állomások vannak a legközelebb:
- Estación de Benicasim
- Almazora Train Station